# Queensland Breakers
Queensland Breakers é um clube de polo aquático australiano da cidade de Brisbane.

## História
Queensland Breakers compete na Australian National Water Polo League. 

## Títulos
- Australian National Water Polo League
  - 2007